# Compteur
Pour l’article ayant un titre homophone, voir Conteur.

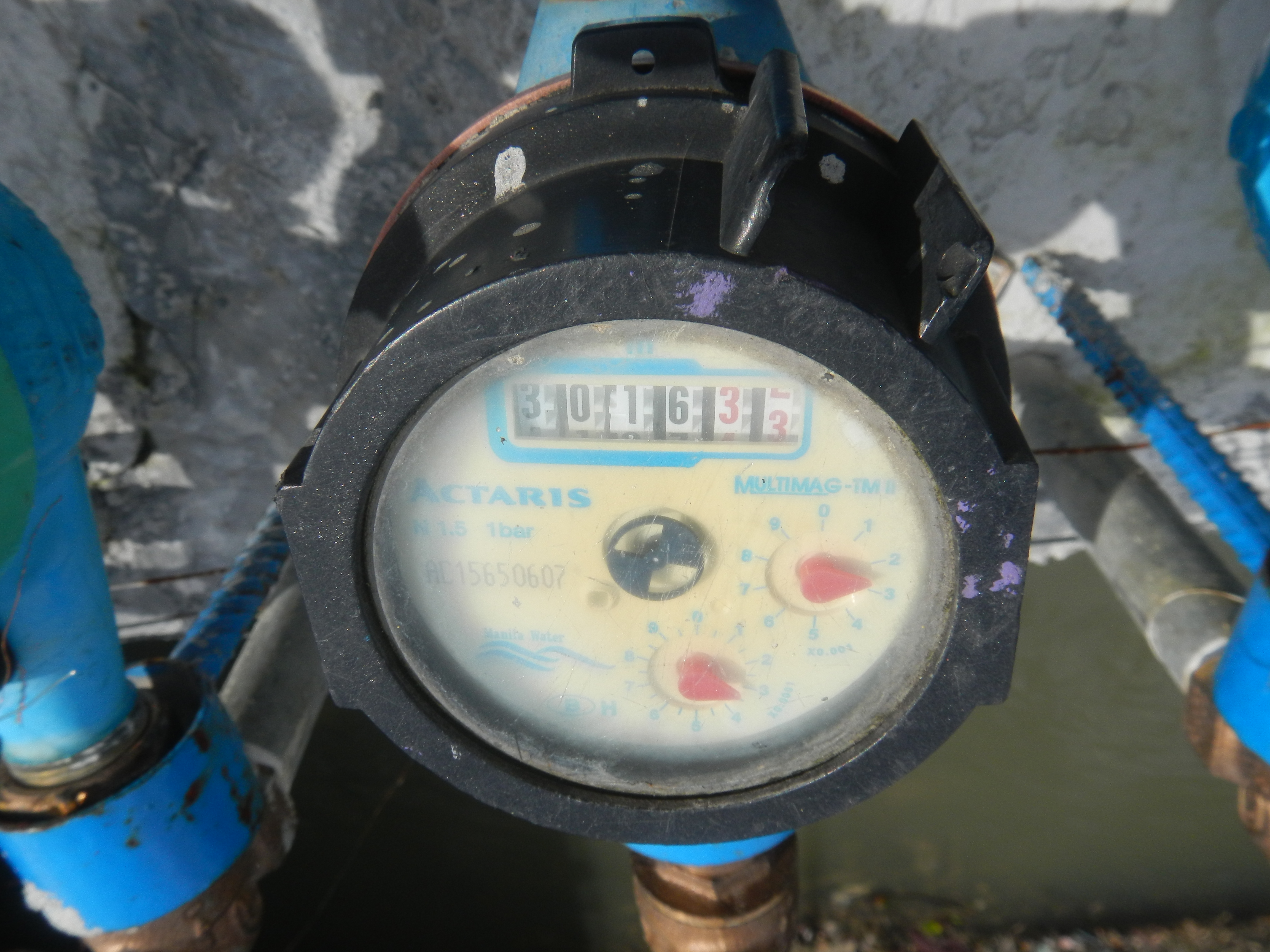
Compteur d'eau, en tête de l'installation de l'usager.

D'une façon générale, on appelle compteur un système destiné à donner une valeur numérique d'une grandeur. Un compteur produit un nombre sur un afficheur, ou envoie un signal électrique.
Dans le cas où la grandeur est un évènement, le compteur ajoute 1 à sa valeur à chaque occurrence, comme le fait un compteur manuel à chaque pression sur le déclencheur.
S'il s'agit d'une grandeur continue, le compteur effectue une quantification dans une unité de mesure déterminée. L'usage courant classe parmi les compteurs les instruments dont le dernier chiffre est une représentation analogique d'une fraction d'unité, comme le compteur d'eau courant.
Par analogie, on appelle aussi « compteur » des appareils qui soit produisent le résultat d'une intégration temporelle, comme le compteur Geiger, soit incluent un compteur, tandis que leur indication principale est une autre grandeur, comme le « compteur de vitesse », qu'il faudrait appeler « indicateur de vitesse », soit fournissent, à partir d'indices, une estimation du nombre d'objets par unité de surface ou de volume, comme le compteur Coulter.

## Statistiques et surveillance de flux
La détermination de statistiques nécessite la mesure d'un phénomène ; dans le cas d'un phénomène discret, il s'agit d'un dénombrement. Le problème se pose également dans la surveillance de flux, par exemple pour limiter le nombre de personnes situées dans un lieu (afin de limiter les problèmes lors d'une évacuation en cas de sinistre), pour surveiller la circulation routière (prévision d'embouteillages), pour gérer un flux de produits dans une chaîne de fabrication, ou bien d'une mesure physique…
Lorsqu'il s'agit d'objets visibles à l'œil nu, la manière la plus simple à mettre en œuvre est le comptage par une personne, oral ou bien matériel (inscription de bâtons, utilisation de jetons), mais la méthode est limitée par les défaillances individuelles : fatigue, oubli, inattention. On peut assister l'humain d'un compteur manuel, ou utiliser des méthodes de type tickets numérotés.
On peut aussi faire une détection automatique. Il peut s'agir d'une action mécanique : un objet passe sur un tapis qui détecte la pression, le comptage peut alors être mécanique (similaire au compteur manuel) ou bien électronique (détection d'impulsions générées par un capteur). Il peut s'agir d'un détecteur optique : par exemple, un objet ou une personne coupe un faisceau lumineux (cellule photoélectrique), ou bien de l'association d'une caméra numérique et d'un logiciel d'analyse d'image, ou encore d'une mesure de diffusion de la lumière sur des particules (mesure de turbidité). Dans le cas d'un objet comportant une certaine quantité d'acier (par exemple un véhicule), il peut s'agir d'une détection magnétique.

## Mécanique

### Automobile
Un câble contenu dans une gaine transfère une infime partie du couple destiné aux roues du véhicule à un mécanisme qui convertit la vitesse de rotation du câble en un affichage compréhensible par le conducteur. En général le mécanisme transforme ce déplacement (rotation) en un déplacement proportionnel angulaire d'une aiguille face à des graduations pour l'affichage de la vitesse et en rotation de plusieurs bagues indiquant les kilomètres parcourus.

## Électromécanique

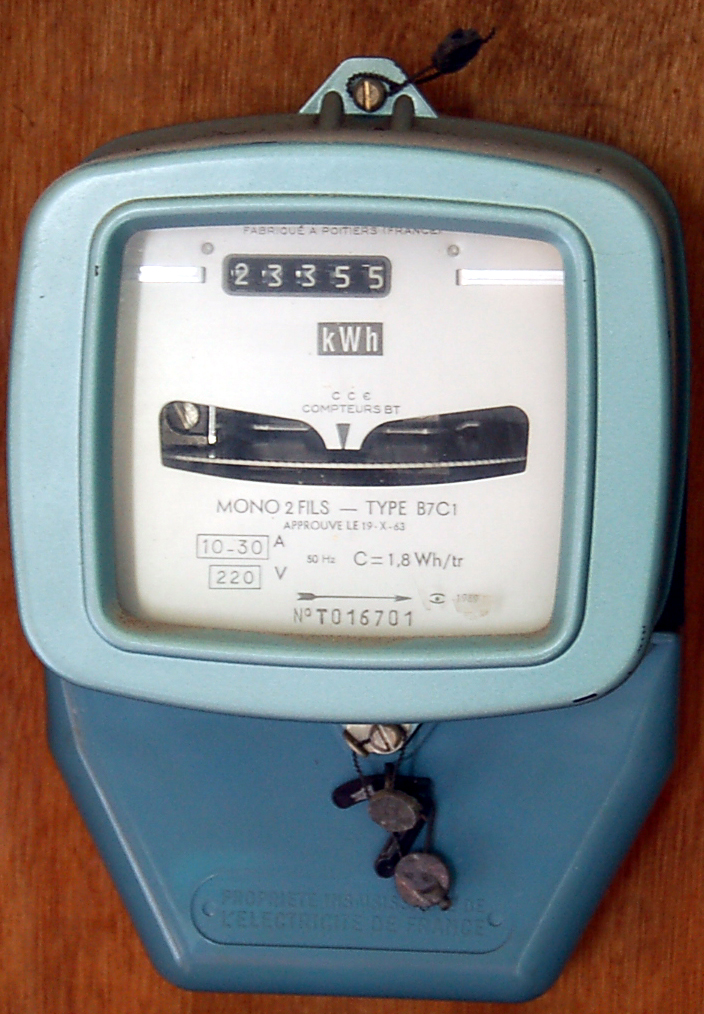
Compteur électrique

Un système combinant la mécanique pure et les effets électromagnétiques permet la visualisation d'une grandeur.

## Électronique
En électronique, selon la définition très générale de la norme IEC 6050, un compteur est un circuit dont une mémoire contient un nombre, auquel il ajoute un nombre entier relatif constant lors d'un évènement logique à son entrée.
Dans le cas simple et courant, le compteur est un circuit intégré numérique, dont la mémoire contient un nombre entier auquel il ajoute ou soustrait 1 à chaque impulsion appliquée à son entrée. Il est composé d'un certain nombre de bascules D, T ou JK.

### Compteur binaire

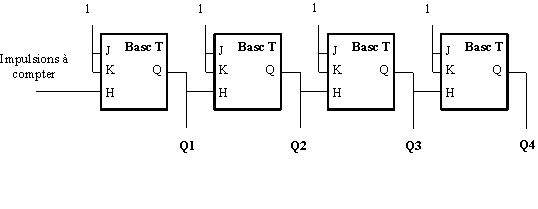
Compteur binaire asynchrone

Le compteur le plus simple est obtenu en mettant en cascade une série de bascules T, le signal à compter étant appliqué à l'entrée de la première bascule ; la sortie de cette bascule pilote l'entrée de la deuxième bascule et ainsi de suite. Le résultat du comptage apparaît sous forme de nombre binaire, la première bascule indiquant le chiffre le moins significatif.
Exemple : 01010111 indique 87.
Il est généralement prévu une ligne (RAZ, remise à zéro ou Reset) permettant de remettre le compteur à 0 après un comptage.
La capacité du compteur, c'est le nombre maximum d'impulsions qu'il peut totaliser sans erreur. Elle vaut 2N pour un compteur binaire. Si l'on dépasse la capacité, le compteur revient à 0 et se remet à compter.
Pour éviter d'utiliser un résultat erroné, on peut adjoindre au compteur un indicateur de dépassement ; ce dernier est piloté par une bascule qui est activée lors d'un dépassement de capacité du compteur.
La fréquence maximale du signal qui peut être appliqué au compteur dépend de la technologie utilisée pour réaliser les bascules : TTL, CMOS, ECL etc.

### Compteur DCB ou décimal
Le compteur binaire est le plus compact, c'est-à-dire celui qui nécessite le moins de bascules pour une capacité donnée. Tant qu'il s'agit de mémoriser les résultats dans une mémoire d'ordinateur, c'est un très bon choix. Mais si l'on souhaite un résultat sous une forme plus compréhensible pour l'utilisateur, on utilisera des compteurs DCB, souvent appelés abusivement compteurs décimaux. Les bascules sont groupées par 4, chaque groupe indiquant un chiffre décimal. Ce type de compteur est utilisé dans les appareils de mesure tels que voltmètre et multimètre numériques, fréquencemètre ...
Exemple : 0101 0111 indique 57

### Compteur réversible
C'est un compteur, binaire ou décimal qui permet de compter ou décompter selon le niveau logique appliqué à une broche de commande appelée Sens de comptage (Up/down).

### Compteur à prédétermination
C'est un compteur doté d'entrées permettant d'introduire un nombre quelconque dans le compteur (Chargement parallèle ou Parallel load). Une fois le nombre introduit, les impulsions appliquées à l'entrée de comptage vont incrémenter ou, le plus souvent, décrémenter le contenu du compteur.
Exemple : minuterie, où l'on sélectionne le nombre de minutes désiré, et le compteur revient progressivement vers 0.

### Compteur asynchrone ou synchrone

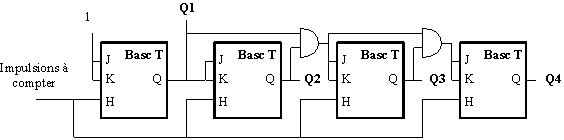
Compteur binaire synchrone

Le compteur binaire décrit ci-dessus souffre d'un défaut lorsqu'il s'agit de mémoriser les résultats. En effet, comme chaque bascule met un certain temps pour changer d'état (ce qu'on appelle temps de propagation, noté tp), les différentes bascules réagissent non pas simultanément mais progressivement. Dans le cas extrême (celui où c'est la bascule à l'extrémité de la chaîne, celle qui indique le chiffre le plus significatif, qui doit changer d'état), il faut attendre un temps N.tp après l'impulsion pour avoir l'indication correcte. Si l'impulsion destinée à mémoriser le nombre dans un registre arrive après une impulsion mais avant l'expiration du délai N.tp, le résultat mis en mémoire est peut-être erroné.
Pour éviter ces problèmes, on modifie la façon de raccorder les bascules. On emploie des bascules JK. Les impulsions à totaliser sont appliquées simultanément aux entrées horloge de toutes les bascules. La première bascule, qui reçoit les impulsions, a ses entrées J et K en permanence à 1 ; elle change donc d'état à chaque impulsion ; les entrées des autres bascules sont pilotées par les sorties des bascules précédentes de façon qu'elles basculent aux moments opportuns : chaque bascule est autorisée à basculer quand toutes les bascules précédentes ont leur sortie à 1.
Les compteurs où l'horloge est appliquée simultanément à toutes les bascules sont appelés compteurs synchrones (synchronous counters), les autres, compteurs asynchrones (asynchronous ou ripple counters).